# Kasteel Beisbroek

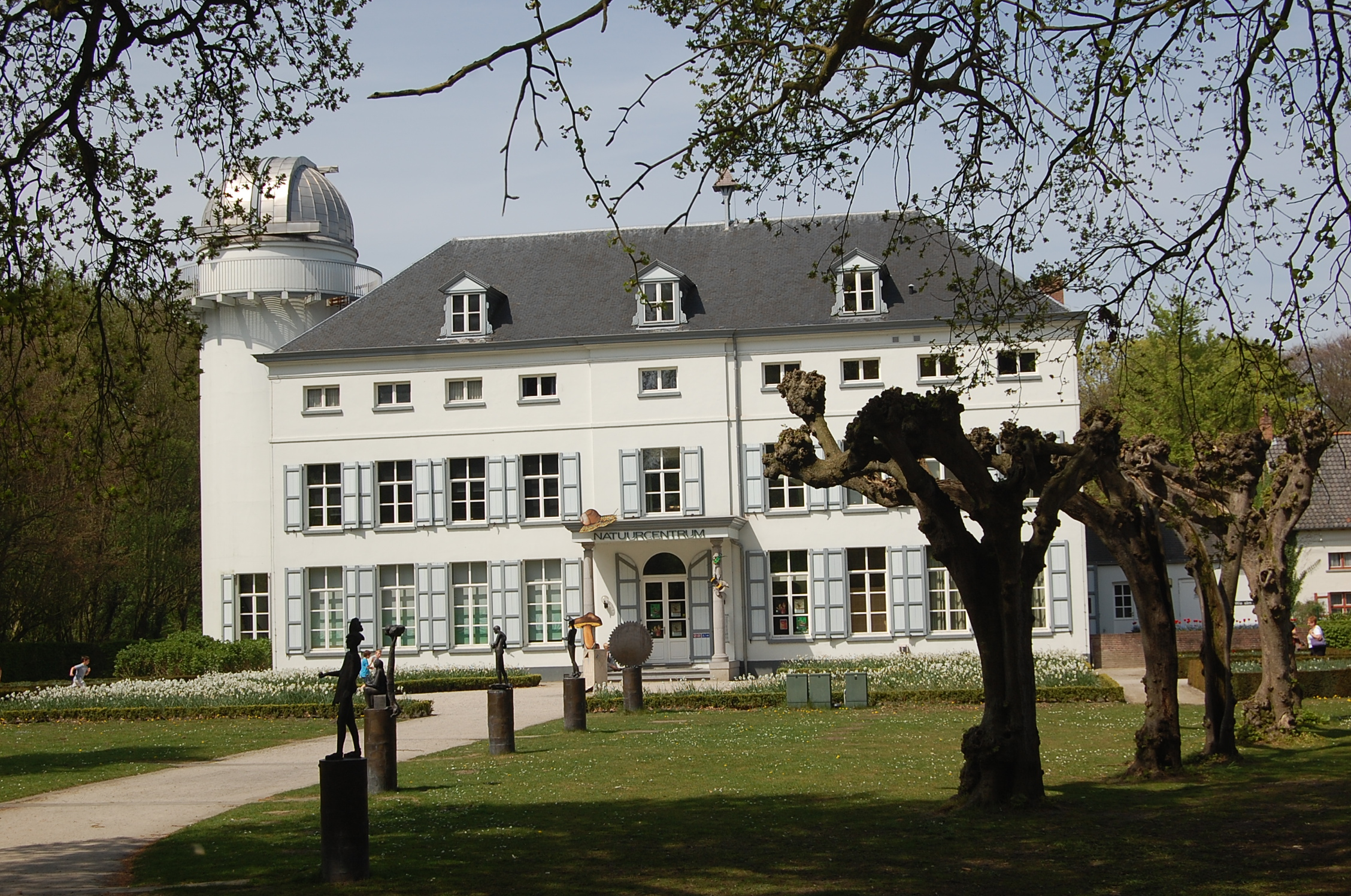
Kasteel Beisbroek

Kasteel Beisbroek is een Belgisch negentiende-eeuws kasteel in Sint-Andries, deelgemeente van Brugge, in het gelijknamige domein. In het gebouw zijn een natuurcentrum, een planetarium en de volkssterrenwacht ondergebracht.

## Geschiedenis
Het domein is reeds terug te vinden in bronnen uit de 7e eeuw en behoorde tot het Merovingisch kroondomein Snellegem. In de 9e eeuw ging het over op graaf van Vlaanderen Boudewijn I. In 1115 kwam het in bezit van de Sint-Andriesabdij. Uit een beschrijving in 1678 blijkt dat er enkel vijf kleine hoeves op het domein aanwezig zijn. Een van die hoeven is Leghuut of Leghuyt, waarvan nu de Leghuutput, een oude veedrinkput en delen van een ooit 2 km lange omwalling in het domein nog een restant zijn. In 1798 komt het hele domein via een openbare verkoop in handen van de familie De Nieulant et de Pottelsberghe. Edouard de Nieulant bouwt er in 1835 zijn Beisbroekkasteel en richt het omliggend park aan. Het kasteel ging over naar de schoonzoon Adolphe Otto de Mentock, die schoonvader Edouard de Nieulant ook opvolgde als burgemeester van Sint-Andries. Latere bewoners zijn erfgenamen van de families Otto de Mentock en de Busschere. Van deze laatste familie koopt de stad in 1973 het 98 ha grote domein aan en maakt er in 1976 een publiek stadsdomein met natuurcentrum van. In 1985 werd er ook de volkssterrenwacht actief.

## Heidegebied
Op de zuidgrens van het domein, vlak bij de kruising van de Diksmuidse Heirbaan en de autostrade, bevindt zich een heide begraasd door schapen. Dit heideveld is van ecologisch grote waarde omdat er rode dopheide op groeit.
Dit open stukje van 2 ha ontstond in 1973, toen een zware storm de douglassparren die er stonden vernielde. In 1974 en '75 werd het stuk echter herbebost. Het jaar daarop verschenen opvallend veel jonge kiemplantjes van rode dopheide en struikheide, wat aanleiding gaf tot onderzoek. Uit het bodemonderzoek in maart 1977 bleek dan ook dat de bodem er erg speciaal is. De bodem is erg zuur, is rijk aan humus en heeft zeer lage gehalte aan fosfor, magnesium, calcium. Het gebied is daardoor uitermate geschikt voor heidevegetatie. In 1977 besloot men dan ook de herbebossing stop te zetten om de heide te behouden.
Tijdens de zomer van 1978 verspreidt de rode dopheide en struikheide zich over het hele perceel. De eerste beheersmaatregelen – uitgevoerd tussen 15 juni en 14 augustus – is het maaien van het gebied. Door het maaien en afvoeren van overwoekerende planten zoals braam, wilgenroosje, pijpenstrootje en biezen, werd er meer plaats gemaakt voor de heide. Ook het resterende stukje bos met douglassparren werd geveld.
In 1978 werd het vennetje uitgegraven, in 1979 volgde een tweede maaibeurt, in 1980 de derde en laatste maaibeurt. In 1982 schakelde men Kempische heideschapen en geiten in voor graasbeheer, al werden de geiten drie jaar later weer weggehaald.